# Československá strana socialistická (1993)
Československá strana socialistická (ČSS) je česká středolevicová až levicová politická strana zaregistrovaná 17. prosince 1993 se sídlem v Přerově. Předsedou strany je Jaroslav Vojtek.

## Parlamentní volby 2013
V parlamentních volbách v roce 2013 strana kandidovala pouze v Olomouckém kraji, nesplnila náležitosti přihlášky, proti rozhodnutí se však mohla odvolat.